# 山崎達彦
山﨑 達彦（やまさき たつひこ、1954年/1955年 - ）は、日本の実業家。アストモスエネルギー代表取締役社長や、同社代表取締役会長、日本LPガス協会会長、日本LPガス団体協議会会長を務めた。

## 人物・経歴
1977年香川大学経済学部卒業、出光興産入社。2003年出光ガスアンドライフ常務。2006年アストモスエネルギー常務。2010年アストモスエネルギー専務。2011年からアストモスエネルギー代表取締役社長を務め、日本LPガス協会会長や日本LPガス団体協議会会長も兼務した。2014年アストモスエネルギー代表取締役会長。